# Illigera megaptera
Illigera megaptera är en tvåhjärtbladig växtart som beskrevs av Elmer Drew Merrill. Illigera megaptera ingår i släktet Illigera och familjen Hernandiaceae. Inga underarter finns listade i Catalogue of Life.